# Gaujiena
Gaujiena (ryska: Гауцена, tyska: Adsel) är en ort i Lettland.   Den ligger i kommunen Apes novads, i den nordöstra delen av landet, 150 km öster om huvudstaden Riga och 3 kilometer från gränsen till Estland. Antalet invånare är 632.
Förr i tiden var det platsen för den Tyska ordens Komtur som residerade i borgen i Gaujiena. Det byggdes på 1200-talet, men föll i förfall på 1700-talet. Detta efter att borgen hade tillfogats stora skador av Pter den store 1702 i samband med det stora nordiska kriget. Borgen uppfördes mellan åren 1236 och 1238.

## Galleri

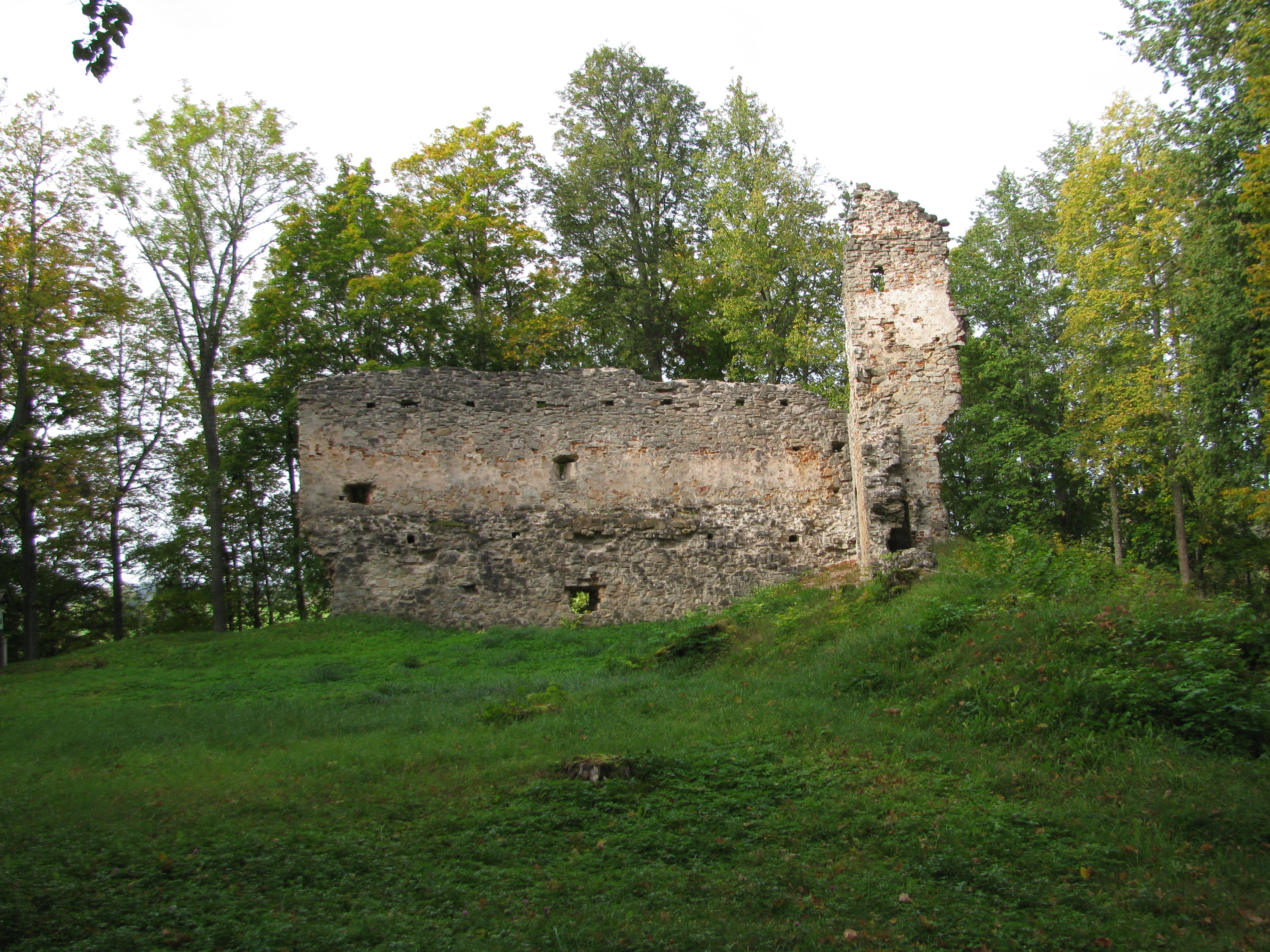
Gaujienas borgruin.
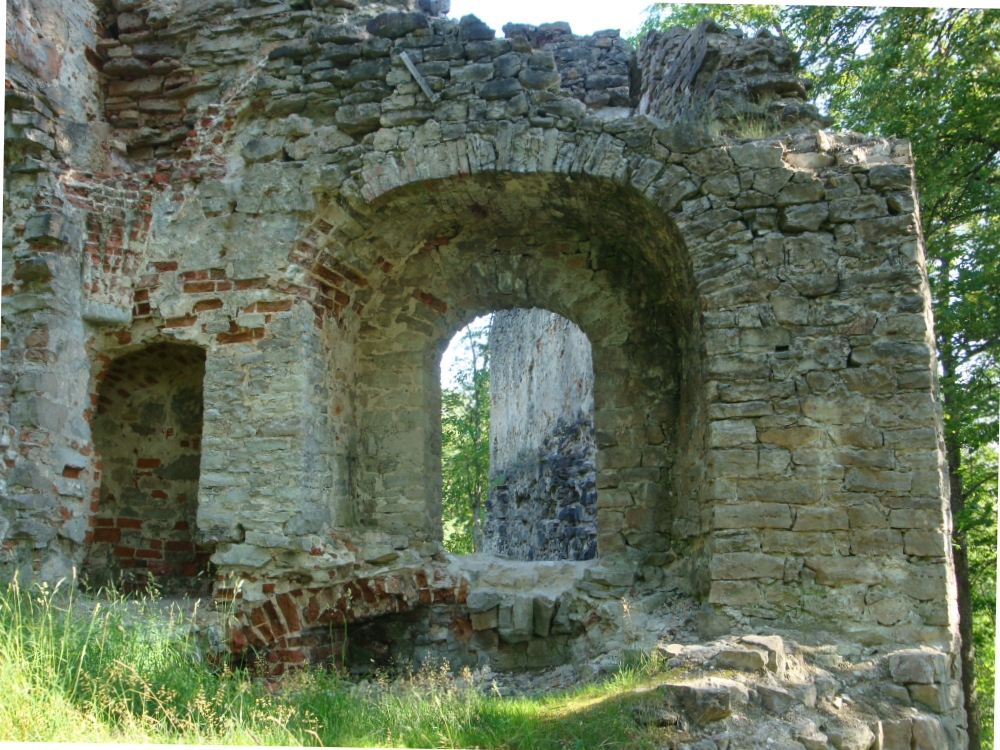
Del av Gaujienas borgruin.
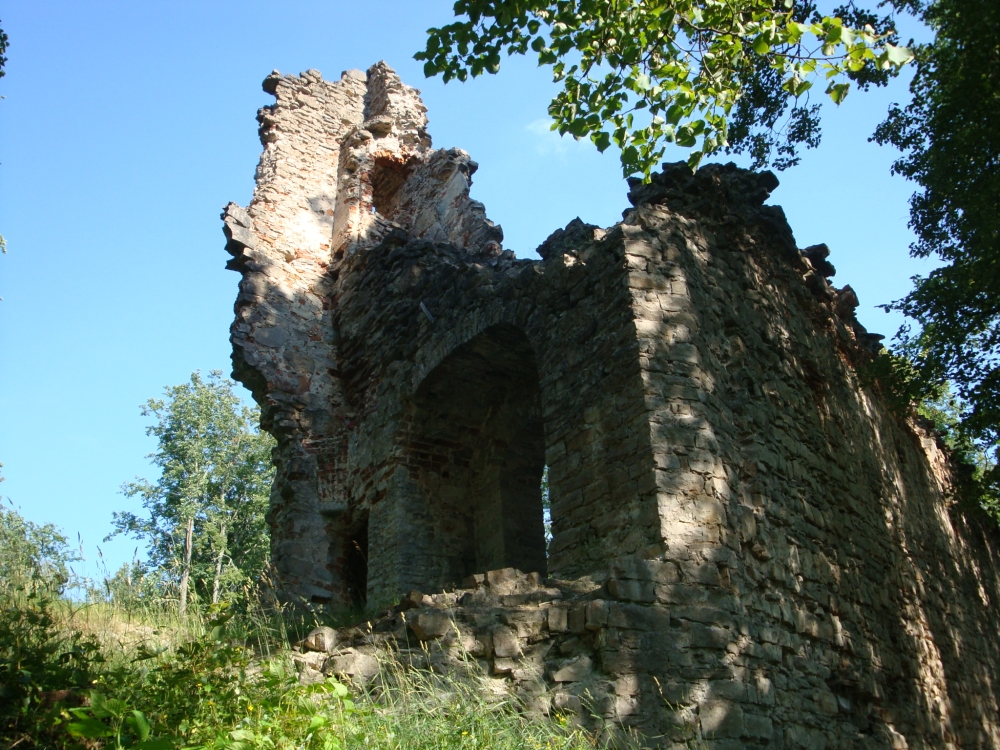
Annan del av Gaujienas borgruin.
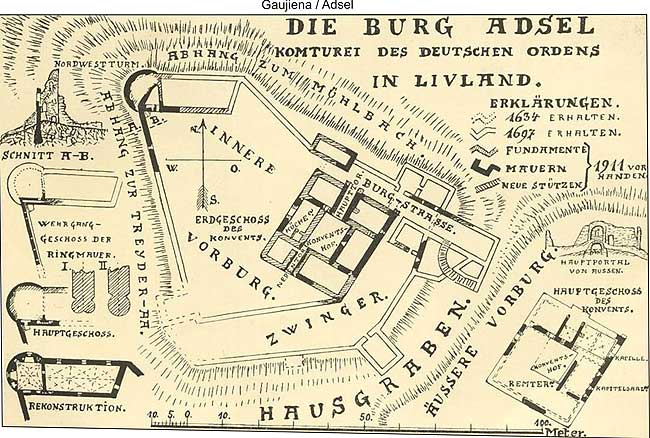
Karta över borgen.
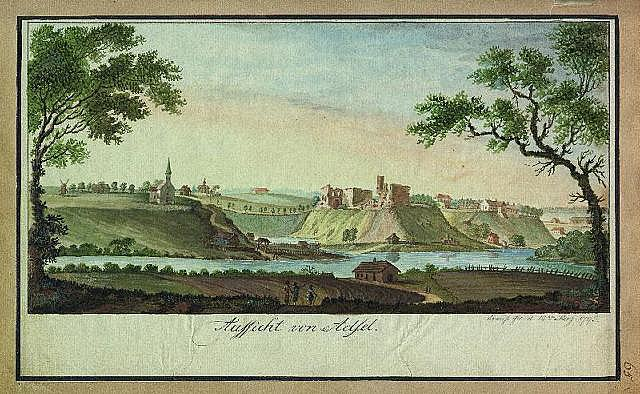
Utsikt över Gaujiena (1793).

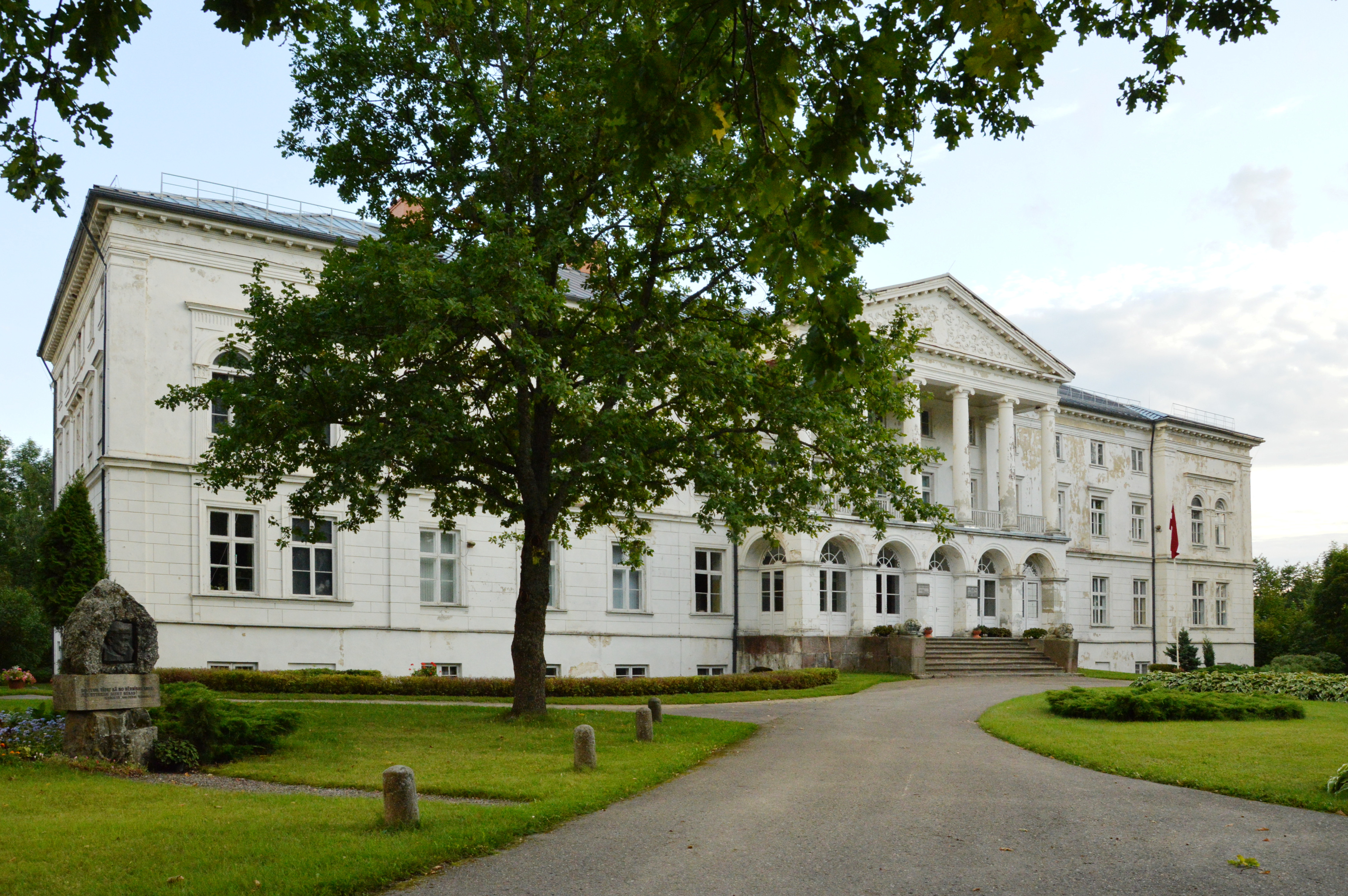
Palatset i Gaujiena.
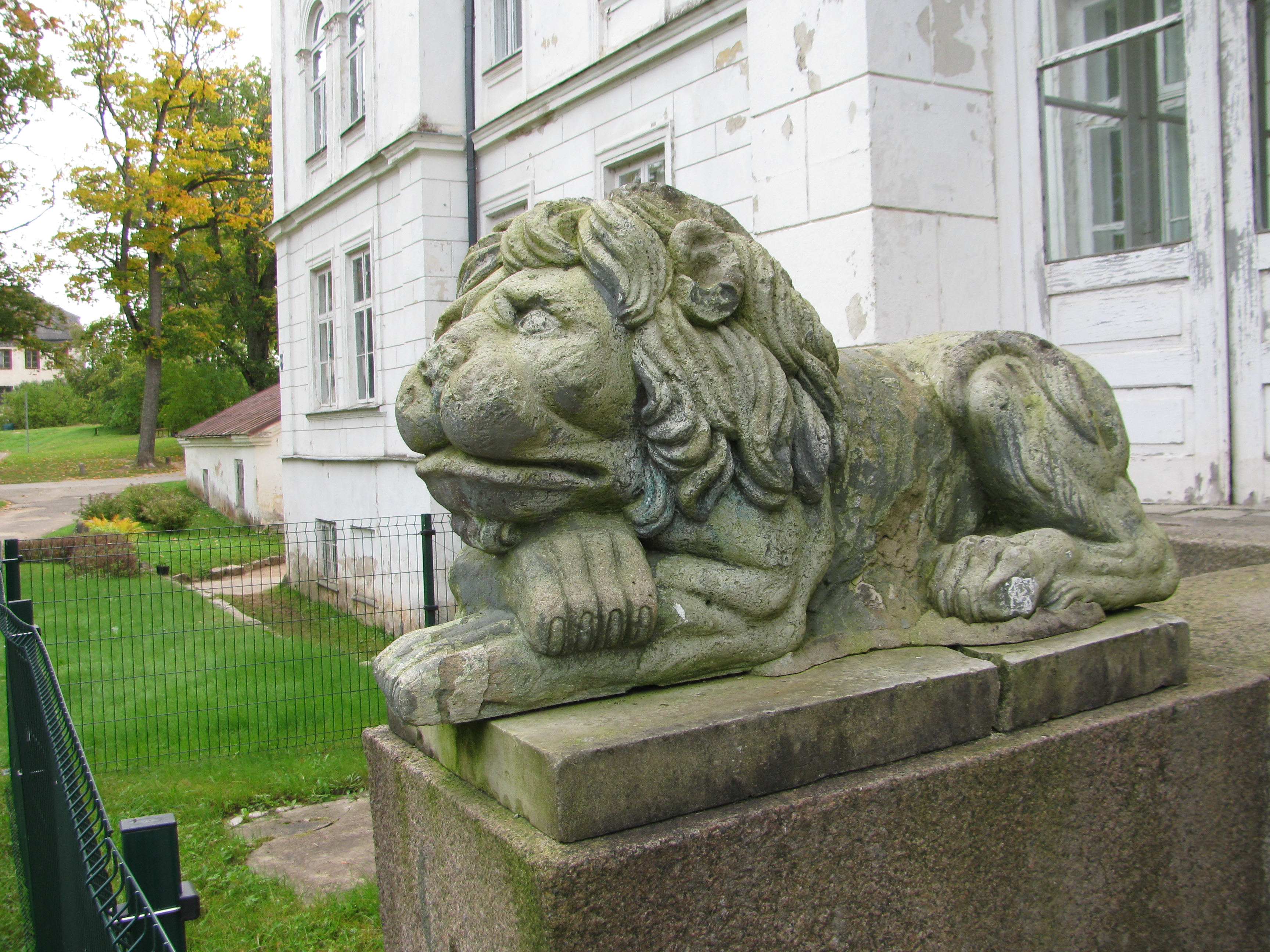
Lejonstaty framför palatset.
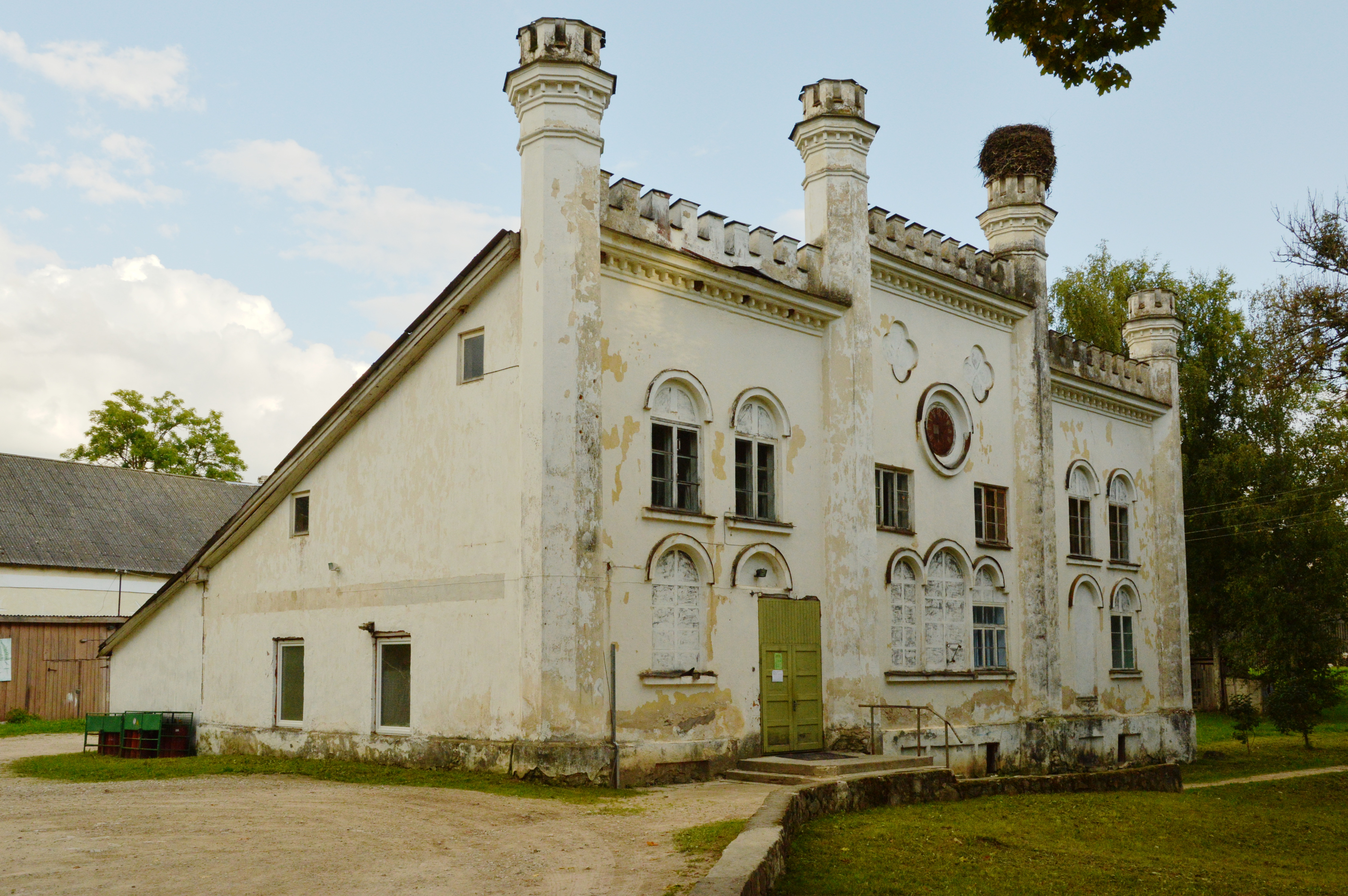
Sidobyggnad till palatset i Gaujiena.
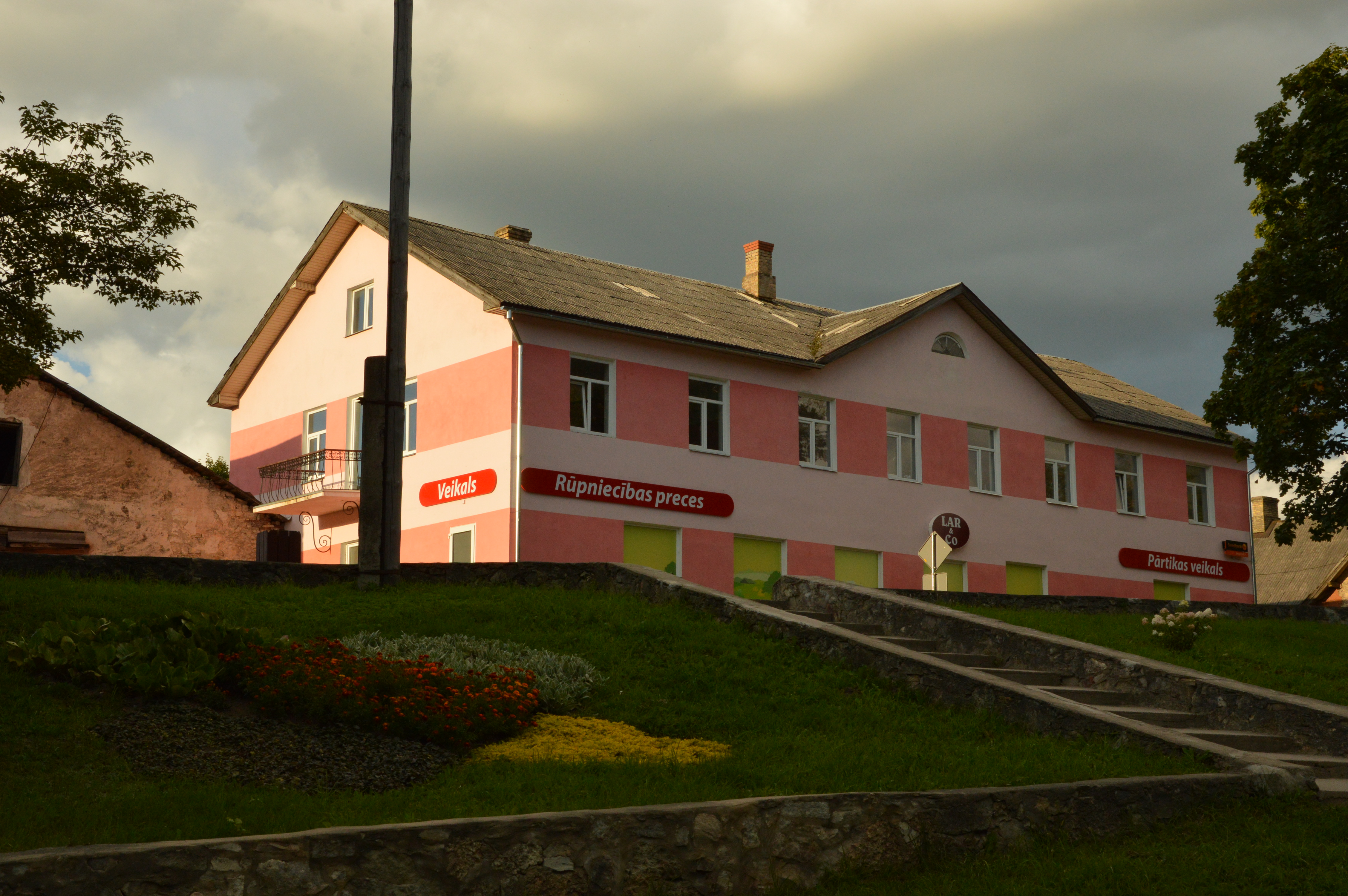
Affär i Gaujiena.